# Dângeni (gmina)
Dângeni – gmina w Rumunii, w okręgu Botoszany. Obejmuje miejscowości Dângeni, Hulub, Iacobeni i Strahotin. W 2011 roku liczyła 3033 mieszkańców.